# American depositary receipt
L'American depositary receipt (ADR) è un certificato che sostituisce le azioni e che consente quindi alle società estere di essere quotate sui mercati degli Stati Uniti. Ad esempio, la società francese Orange quotata al CAC 40 può richiedere anche un certificato per essere quotata negli Stati Uniti. La banca statunitense incaricata di fornire il certificato richiederà il deposito di un numero di azioni estere. La banca gestisce per conto dell'emittente il flusso dei dividendi e il registro degli azionisti.
L'azione è quotata nella valuta del paese di origine (il valore quotato in dollari è solo indicativo. Questo elimina la necessità per gli americani di calcolare il tasso di cambio).
Ad esempio, l'11 settembre 2009, il titolo France Telecom ha chiuso a 18,35 euro alla borsa di Parigi e a 19,00 USD alla borsa di New York. La variazione dell'ADR è quindi del 3,53%.
L'ADR fornisce un'indicazione dell'andamento e del prezzo di apertura del titolo superiore al solo corrispettivo della chiusura nel mercato domestico.
Nel periodo in cui i due mercati sono aperti contemporaneamente (15:30-17:30 per Parigi e New York), ci sono opportunità di arbitraggio: acquistare il titolo sul mercato più economico e rivenderlo sul mercato più costoso considerando il tasso di cambio.
| Controllo di autorità | LCCN (EN) sh93005854 · J9U (EN, HE) 987007534628805171 |